# Distrikt Kumi
Kumi ist ein Distrikt in Ost-Uganda. Er ist wie fast alle Distrikte von Uganda nach seinem Hauptort benannt. Die Bevölkerung des Distrikts betrug im Jahr 2014 auf 239.268 Menschen, von denen die Mehrheit der Volksgruppe der Iteso angehören.

## Geographie
Kumi grenzt im Osten an den Distrikt Nakapiripirit und den Distrikt Bukedea, im Süden an den Distrikt Pallisa, im Westen an den Distrikt Ngora und im Norden an den Distrikt Katakwi. Er ist Teil der Sub-Region Teso.
Im Norden grenzt der Distrikt an den Bisina- und den Opeta-See, im Westen an den See Nyaguo. An seinem nordöstlichsten Punkt besitzt der Distrikt Kumi Anteil am Pian-Upe-Wildreservat.
Von 1055 km² des Distrikts sind 153 km² Wasser- oder Sumpfflächen. Dies entspricht 14,5 % des Distriktgebiets.

## Geschichte
Ursprünglich war Kumi Teil des Distrikts Teso, der die heutige Sub-Region Teso umfasste. Im Jahr 1975 erhielt er unter dem Namen Süd-Teso den Status eines Distrikts und wurde 1980 in Kumi umbenannt. Zu dieser Zeit gliederte sich der Distrikt Kumi in die drei Counties Kumi, Bukedea und Ngora. Bukedea und Ngora erhielten 2007 bzw. 2010 jeweils selbst den Status eines Distrikts. Bei der letzten Volkszählung im Jahr 2002 hatte das damalige County Kumi, das das Gebiet des heutigen Distrikts umfasste, 165.365 Einwohner.

## Verwaltungsgliederung
Seit 2010 besteht der Distrikt Kumi aus 7 Sub-Counties, die sich wiederum in 83 Gemeinden gliedern. Unterhalb der Gemeindeebene stehen noch die 170 Dörfer des Distrikts. Die Sub-Counties sind: Atutur, Kanyum, Kumi, Mukongoro, Nyero und Ongino sowie die Stadt Kumi.
Die Stadt Kumi ist auch Sitz der Distriktverwaltung.

## Verkehr
Die Mbale-Soroti Road, die wichtigste Verkehrsader Nordostugandas, durchquert den Distrikt Kumi von Südosten nach Nordwesten und passiert dabei Kumi Stadt. Sie ist zugleich die momentan einzige asphaltierte Überlandstraße des Distrikts und wird von Fernbussen nach Soroti, Mbale und Kampala befahren.
Unasphaltierte Straßen verbinden Kumi außerdem mit Pallisa im Süden und Ngora im Westen.
Über den Bisina-See verkehren Boote in den Distrikt Katakwi.
Die 2013 wiedereröffnete Bahnstrecke Tororo-Gulu durchquert Kumi parallel zur Mbale-Soroti Road von Südosten nach Nordwesten. Der unregelmäßige Güterverkehr auf der Strecke bedient den Haltepunkt Kumi-Stadt jedoch derzeit nicht.

## Bildung, Gesundheit und Wirtschaft
Das Zentrum der Gesundheitsversorgung des Distrikts bilden das staatliche Distriktkrankenhaus und ein privates Krankenhaus in Kumi-Stadt. Zusätzlich gibt es im Distrikt 6 größere Kliniken (Health-Centre III) sowie 8 kleinere Kliniken (Health-Centre II).
Der Distrikt Kumi verfügt über rund 109 Grund- und 11 weiterführende Schulen, von denen sich ein überwiegender Teil in staatlicher Trägerschaft befindet. Darüber hinaus gibt es im Distrikt eine staatliche technische Schule.
Die private Kumi-Universität eröffnete 2004 in der Nähe des Ortes Nyero und hatte 2012 mehr als 1000 Studenten.
Der Distrikt ist überwiegend landwirtschaftlich geprägt. Lediglich in Kumi-Stadt bilden Handel, Verkehr und der Bildungssektor wichtige Wirtschaftssektoren.

## Sonstiges

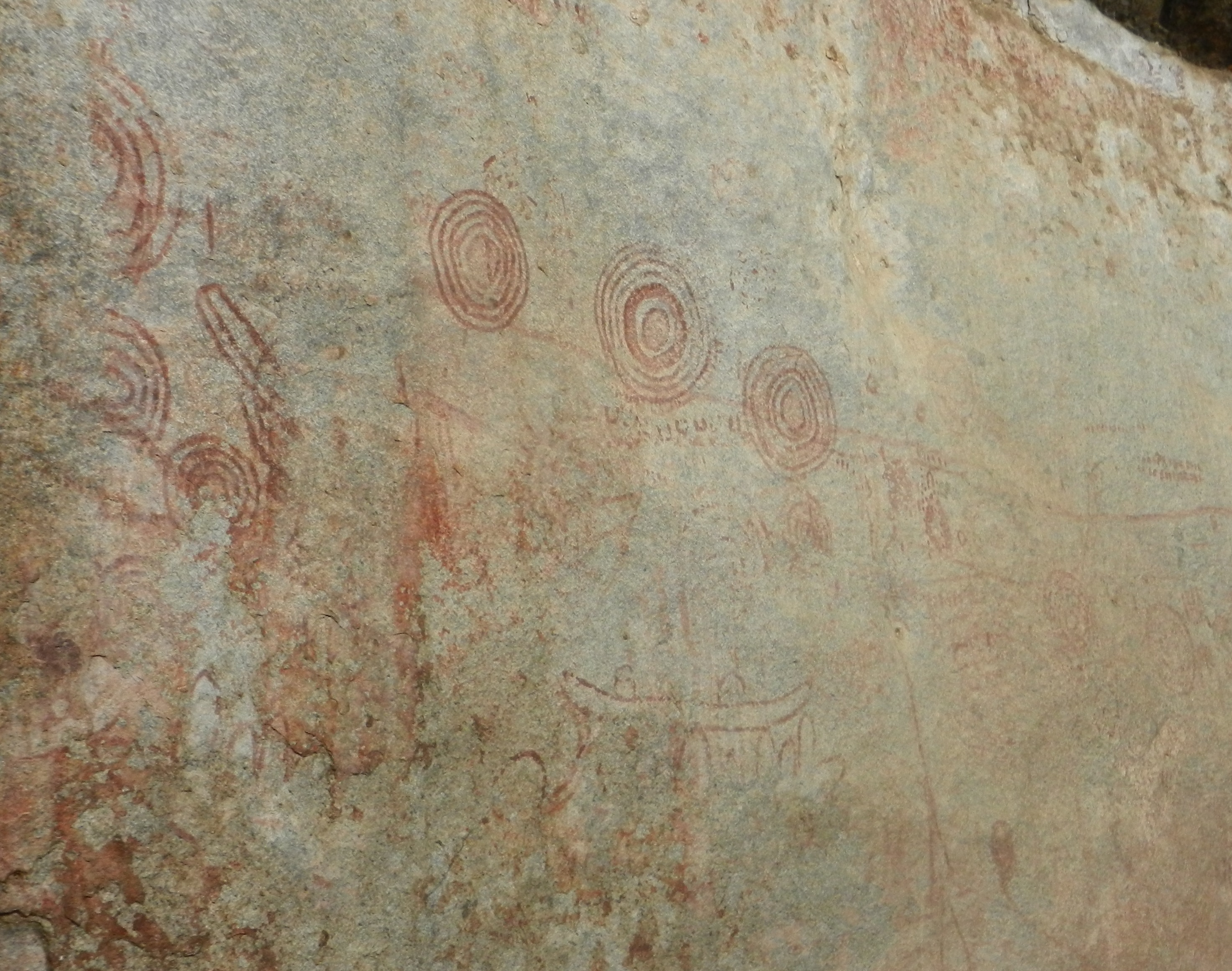
Ausschnitt aus Pannel 2 der Felsmalereien in Nyero, Kumi Distrikt, Uganda

Die Felsmalereien von Nyero, ein Kilometer westlich des Ortes Nyero und acht Kilometer westlich der Stadt Kumi, sind die eindrucksvollsten und am besten erschlossenen ihrer Art in Uganda. Sie bilden einen der wenigen touristischen Anziehungspunkte der Region und bestehen aus mehreren mit stilisierten Menschen und Tieren sowie abstrakten Symbolen bemalten Felsüberhängen. Während das Alter der Felsmalereien sehr unterschiedlich beziffert wird, ist weitestgehend unumstritten, dass sie von einer unbekannten Volksgruppe mit geringer Körpergröße gemalt wurden, die die Region vor der Besiedelung durch die Iteso vor ca. 250 Jahren bewohnte. Eventuell waren sie mit den Twa im heutigen Ruanda verwandt.